# شهرستان بژسکو
شهرستان بژسکو (به لهستانی: Powiat Brzesko) یک شهرستان در لهستان است که در استان لهستان کوچک‌تر واقع شده‌است. شهرستان بژسکو ۵۹۰ کیلومتر مربع مساحت و ۹۰٬۲۱۴ نفر جمعیت دارد.